# 福田定良
福田 定良（ふくだ さだよし、1917年（大正6年）4月6日-2002年（平成14年）12月11日）は、日本の哲学者。元法政大学教授。本名は瀬川行有（せがわゆきあり）。

## 略歴・人物
1917年（大正6年）4月6日、東京に生まれる。1940年（昭和15年）に法政大学法文学部哲学科を卒業する。
戦時中は徴用労働者として南方戦線（ハルマヘラ島）に投入され、その体験記『めもらびりあ―戦争と哲学と私』を1948年（昭和23年）に発表する。
1948年（昭和23年）、法政大学教授に就任する。
1959年、加太こうじ、柳田邦夫、タカクラ・テル、佐藤忠男らと「大衆芸術研究会」を創設。
1970年（昭和45年）に学園闘争で法政大学を辞職、その後、だれもができる哲学を主張し、生活者の感覚に根ざした哲学を追求した。
2002年（平成14年）12月11日に腎不全により死去、85歳。

## 著書

### 単著
- 『哲学者の悲歌―めもらびりあ』（八雲書店、1948）

- 『新しい聖書のよみかた』（磯部書房、1951）
- 『民衆と演芸』（岩波書店、1953）
- 『偽善の倫理』（法政大学出版局、1955）
- 『面白い人生哲学』（北辰堂、1955）
- 『聖書の言葉』（実業之日本社、1956）
- 『日本の大衆芸術』（青木書店、1957）
- 『娯楽映画―劇映画の人間学的考察』（紀伊国屋書店、1963）
- 『哲学のすすめ―知識人のドラマトウルギイ』（法政大学出版局、1964）
- 『脱出者の記録―喜劇的な告白』（法政大学出版局、1964）
- 『めもらびりあ―戦争と哲学と私』（法政大学出版局、1967）
- 『女の哲学―その存在とドラマ』（法政大学出版局、1967）
- 『私は奴隷だった―新・維摩詰所説経』（三一書房、1968）
- 『私と哲学とのおかしな関係についての告白』（法政大学出版局、1972）
- 『落語としての哲学』（法政大学出版局、1973）
- 『宗教との対話』（法政大学出版局、1973）
- 『記録と人間―演劇と教育をめぐって』（法政大学出版局、1974）
- 『新選組の哲学』（新人物往来社、1974）
- 『<面白さ>の哲学』（平凡社、1975）
- 『「ひとり」の人間学』（柏樹社、1975）
- 『女の聖典』（法政大学出版局、1977）
- 『気質の話』（創文社、1977）
- 『雑談のなかの哲学』（西田書店、1977）
- 『仕事の哲学』（平凡社、1978）
- 『脱出者の記録―喜劇的な告白』（法政大学出版局、1979）
- 『優等生の哲学』（毎日新聞社、1979）
- 『いい加減の哲学』（西田書店、1981）
- 『話しあいとしての仏教』（法政大学出版局、1985）
- 『現代かたぎ考』（法政大学出版局、1990）
- 『ひとりよがりの哲学―福田定良における犯罪者意識の考察』（西田書店、1992）
- 『堅気の哲学―福田定良遺稿集』（藍書房、2005）

### 共著
- 谷川徹三『哲学とは何か』（法政大学出版局、1953）
- 岡本博『現代タレントロジー―あるいは<軽卒への自由>』（法政大学出版局、1966）
- 谷川徹三『日本人にとっての東洋と西洋』（法政大学出版局、1981）

## 参考
- 『日本人名大事典』（講談社）
- 47NEWS 「福田定良氏死去　哲学者、元法政大教授」